# Hr.Ms. Noord Brabant (1955)
De Hr.Ms. Noord Brabant (D810) was een Nederlandse onderzeebootjager die in juni 1955 in dienst is gesteld en in 1974 uit dienst. Het schip  was van de Hollandklasse, waarvan er vier zijn gebouwd.
Op 9 januari 1974 voer Hr. Ms. Noord Brabant op de Westerschelde toen de Brits bulkcarrier "Tacoma City" op het laatste moment een boei
probeerde te ontwijken. Daarbij schoot het schip door en boorde zich midscheeps in de onderzeebootjager. Het resulteerde in een gat van zo'n 3,5 meter. Bij deze aanvaring kwamen twee opvarenden van Hr. Ms. Noord Brabant om het leven. 
De jager werd na de aanvaring naar de scheepsreparatiewerf Scheldepoort gesleept maar bleek dermate beschadigd dat het
schip vervroegd uit dienst werd gesteld, waarna het schip in 1977 is gesloopt.

## Kenmerken
- Afmeting: 111,3 × 11,3 × 3,8 meter.
- Waterverplaatsing: 2765 ton
- Max. snelheid circa 32 knopen
- Bemanning: 247 - 256
- Voortstuwing: 2 Werkspoor- Parsons stoomturbines met twee ketels
- Bewapening:
  - vier x 12cm-kanonnen in twee dubbeltorens
  - 40 mm mitrailleur
  - twee x vierloops Bofors raketdieptebommenwerpers
  - twee x dieptebommenrekken
- Sensoren:
  - Holland Signaal LW-02 luchtwaarschuwingsradar
  - Holland Signaal DA-01 doelaanwijsradar
  - Van der Heem PAE 01 sonar
  - Van der Heem CWE 10 sonar